# 159
159 (CLIX) var ett normalår som började en söndag i den julianska kalendern.

## Händelser

### Okänt datum
- Kung Satavahanas styre över kungariket Andhra börjar i Indien.

## Födda
- Gordianus I, romersk kejsare 22 mars–12 april 238 (född omkring detta år)

## Avlidna
- Liang Nüying, kinesisk kejsarinna.